# Kraftwerk Soubré
Das Kraftwerk Soubré ist ein Wasserkraftwerk im Departement Soubré, Distrikt Bas-Sassandra, Elfenbeinküste, das den Sassandra zu einem Stausee aufstaut. Es ging am 30. Juni 2017 in Betrieb; die offizielle Einweihung erfolgte am 2. November 2017 durch den Präsidenten Alassane Dramane Ouattara. Das Kraftwerk ist im Besitz von Côte d’Ivoire Energies (CI-ENERGIES) und wird auch von CI-ENERGIES betrieben. Die Stadt Soubré liegt ca. 2 km östlich des Kraftwerks.

## Absperrbauwerk
Das Absperrbauwerk besteht aus einem Staudamm mit einer Höhe von 19 (bzw. 20) m und einer Länge von 4 (bzw. 4,5) km. Das Volumen des Staudamms beträgt 1,3 Mio. m³. Die Wehranlage befindet sich in der linken, nördlichen Hälfte des Damms; über sie können maximal 5500 m³/s abgeleitet werden. Bei der Wehranlage ist eine kleine Turbine mit einer Leistung von 5 MW installiert. Das eigentliche Kraftwerk mit den drei Hauptturbinen befindet sich am rechten, südlichen Ende des Damms.

## Stausee
Der Stausee erstreckt sich über eine Fläche von 17 (bzw. 17,3 oder 17,5) km² und fasst 83 Mio. m³ Wasser. Der Einstau erfolgte zwischen dem 6. und 29. März 2017.

## Kraftwerk
Mit dem Bau des Kraftwerks wurde im Februar 2013 begonnen; es ging am 30. Juni 2017 mit der ersten Maschine in Betrieb. Die anderen beiden Maschinen folgten im Juli bzw. im September. Das Kraftwerk verfügt mit vier Turbinen über eine installierte Leistung von 275 MW. Die durchschnittliche Jahreserzeugung liegt bei 1100 (bzw. 1170 oder 1200) Mio. kWh.
Die drei Francis-Turbinen im Hauptgebäude des Kraftwerks leisten jeweils maximal 90 MW; die Bulb-Turbine bei der Wehranlage leistet 5 MW. Die Turbinen, Generatoren sowie sonstige elektromechanische Ausrüstung wurden von Alstom geliefert. Das Gewicht des Rotors in einem Generator beträgt 330 t. In der Schaltanlage wird die Generatorspannung mittels Leistungstransformatoren auf 225 kV hochgespannt.
Die Fallhöhe beträgt 43 m. Der maximale Durchfluss liegt bei 714 m³/s.

## Sonstiges
Die Kosten des Projekts werden mit 280 (bzw. 331) Mrd. CFA-Franc BCEAO oder 427 (bzw. 500 504 oder 572) Mio. € angegeben. Das Projekt wurde durch die Export-Import Bank of China (85 %) und die Elfenbeinküste (15 %) finanziert. Das Kraftwerk wurde durch Sinohydro errichtet. Während der 4-jährigen Bauzeit waren insgesamt fast 5000 Personen auf der Baustelle beschäftigt; der Höchststand waren ca. 3000 Beschäftigte zu einem Zeitpunkt.